# Wetherspoon
JD Wetherspoon plc, meestal kortweg Wetherspoon of Wetherspoon’s genoemd, is een Britse pubketen, in 1979 door Tim Martin in Londen opgericht. In 2015 bestond de keten uit ruim 900 pubs en had zij ruim 30.000 mensen in dienst. Vanaf 1998 opende het bedrijf ook hotels en in 2014 breidde het naar de Ierse Republiek uit. Naast het merk Wetherspoon bezit de onderneming tevens de pubs Lloyds No. 1. Wetherspoon staat genoteerd op de London Stock Exchange; Martin is voorzitter van het bedrijf, John Hutson is CEO. De keten is al sedert de jaren tachtig pleitbezorger van real ale en verscheidene vestigingen worden dan ook door CAMRA aangeprezen.

## Geschiedenis
De naam Wetherspoon was oorspronkelijk de achternaam van een Nieuw-Zeelandse leraar van Tim Martin. Martin bezocht meer dan tien scholen en was antiautoritair ingesteld. Hij gebruikte de naam van zijn leerkracht als statement toen hij in 1979 zijn eerste pub opende in Muswell Hill; de bedrijfscultuur is volgens Martin namelijk niet op gezag gebaseerd. De oudste nog bestaande Wetherspoon is The Rochester Castle in Stoke Newington, die uit 1983 dateert. Eind jaren negentig begon de onderneming te groeien; in het jaar 2000 telde zij 400 vestigingen. Oorspronkelijk concentreerden de Wetherspoonpubs zich in Londen en omstreken; vanaf de late jaren negentig breidde de keten zich geleidelijk verder in de rest van het Verenigd Koninkrijk uit.
Hierbij wordt bewust naar historische gebouwen en beschermde monumenten gezocht, die met inachtname van de erfgoedvoorschriften gerenoveerd en tot pubs omgebouwd worden. Zodoende bevinden zich Wetherspoonpubs onder andere in voormalige bioscopen, theaters en opera’s, banken, postkantoren, brandweerkazernes en zwembaden. Bij gelegenheid wordt dan in de pub bijvoorbeeld een opera opgevoerd of een film vertoond. Tijdens de renovatiewerkzaamheden komen geregeld archeologische vondsten aan het licht, die dan in de pub worden tentoongesteld: zo werden in 2014 Elizabethaanse muurschilderingen in een Wetherspoon te Hoddesdon ontdekt. De pub werd tot The Star herdoopt, zijn oorspronkelijke 16e-eeuwse naam.
In 1998 werd een eerste hotel in Shrewsbury geopend, gevolgd door ruim dertig andere. Aanvankelijk heetten deze hotels WetherLodge, later in Wetherspoon Hotels gewijzigd. In 2014 ging de eerste Wetherspoonpub in de Republiek Ierland open.

## Vormgeving en faciliteiten

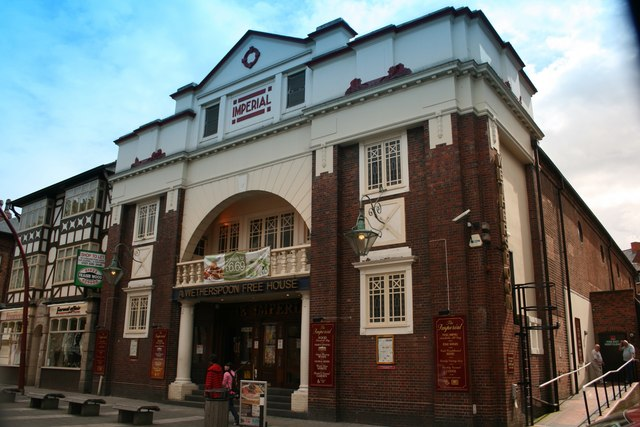
Tot Wetherspoonpub omgebouwde bioscoop te Walsall

Wetherspoonpubs hebben alle een eigen naam, die meestal verwijst naar de historische connecties van het gebouw waarin ze zich bevinden. Er wordt dagelijks eten geserveerd van 8 uur ’s ochtends tot 11 uur ’s avonds: iedere tafel heeft een nummer, dat men vermeldt wanneer men het eten aan de toog bestelt. Bij de bestelling wordt meteen afgerekend, waarna de maaltijd aan tafel wordt gebracht. De menu’s zijn in grote lijnen in alle pubs heen dezelfde, zij het met enkele regionale variaties. Zo zal in Schotse vestigingen meestal een portie haggis bij de zalm verkrijgbaar zijn; Henderson's Relish vindt men daarentegen alleen in Sheffieldse vestigingen. Op zondag werd voorheen een traditionele carvery aangeboden, maar dit was niet rendabel genoeg. Naast het standaard drankassortiment biedt iedere Wetherspoonpub een individuele reeks streekbieren of ciders aan. Elk jaar in maart en april houden de Wetherspoonpubs een caskalefestival.
Het interieur bezit enkele vaste kenmerken die de pubs als Wetherspoons herkenbaar maken: er weerklinkt, behoudens tijdens feestjes, geen muziek, op de vloer ligt tapijt en de verlichting is gedimd. Aan de wanden hangen lijsten met oude foto’s of kaarten waarop de geschiedenis van het gebouw wordt uitgelegd, dan wel van bekende personen die in de omgeving zijn geboren. Op de tafels bevinden zich exemplaren van Wetherspoon News, waarin evenementen uit individuele pubs belicht worden en Martin op lezersbrieven antwoordt. De sauzen bevinden zich in iedere pub in dezelfde metalen mandjes, die het personeel op tafel zet. Alle pubs bieden gratis wi-fi aan. Huisdieren zijn niet toegestaan. Ditzelfde concept wordt zowel in Wetherspoon als Lloyds No. 1 gevolgd; in Lloyds No. 1-pubs wordt evenwel muziek gespeeld. Deze herkenbaarheid van het Wetherspoonkarakter wekt overal een indruk van een plaatselijke pub, ook al betreft het een nationale keten, die in wezen met buitenlandse concerns moet concurreren.

## Trivia
- Wetherspoon voert campagne voor een verlaging van de btw voor in pubs verkochte alcoholische dranken, teneinde beter met supermarkten te kunnen concurreren. In het voorjaar van 2015 organiseerde de keten voor het eerst een Tax Equality Day waarop alle bieren met hetzelfde btw-percentage als in de supermarkten werden aangeboden. Dit initiatief wordt jaarlijks herhaald.
- De keten is trots op de kwaliteit van haar sanitair. In 2014 won Wetherspoon de prijs voor Loo of the Year.[2]
- Voorzitter Tim Martin is euroscepticus en is van mening dat de euro geen toekomst heeft.[7] Hij staat bekend als „de reus van de Britse pubs”, aangezien hij 1,98 meter meet. In het voorjaar van 2016, in de aanloop naar het Referendum over het EU-lidmaatschap van het Verenigd Koninkrijk, voerde hij in Wetherspoon News campagne voor de brexit. Ook verspreidde hij in zijn pubs 200.000 onderleggers met argumenten tegen het Britse EU-lidmaatschap. In Wetherspoon News worden sindsdien opiniestukken en politieke debatten over het brexitproces gepubliceerd.
- Alan Hope, partijvoorzitter van de Official Monster Raving Loony Party, heeft zich tot doel gesteld iedere afzonderlijke Wetherspoon in het gehele land te bezoeken.[7]